# Ejnar Mikkelsen Fjeld
De Ejnar Mikkelsens Fjeld is een 3308 meter hoge berg in het oosten van Groenland. De berg ligt in het Watkins gebergte tussen Ittoqqortoormiit en Tasiilaq, nabij de Gunnbjørn Fjeld. 
De berg is vernoemd naar de Deense arctische ontdekkingsreiziger Ejnar Mikkelsen.